# Friedrich Reinitzer
Friedrich Richard Reinitzer (25 février 1857, Prague - 16 février 1927, Graz) est un botaniste et chimiste autrichien. À la fin des années 1880, en travaillant avec du benzoate de cholestéryle, un dérivé du cholestérol, il découvrit les propriétés des cristaux liquides, appelés ainsi par Otto Lehmann, plus tard.

## Biographie
Reinitzer est issu d'une famille bohémienne allemande de Prague. Il étudia la chimie dans l'université technique allemande de Prague. En 1883, il y fut nommé professeur particulier. En 1895, il changea d'université pour l'université technique de Graz et de 1909 à 1910 il y travailla comme recteur.
En 1888, il découvrit le comportement étrange de ce qui sera par la suite appelé cristal liquide. Pour expliquer ce phénomène, il collabora avec le physicien Otto Lehmann d'Aix-la-Chapelle. La découverte suscita énormément d'intérêt à l'époque, mais le faible potentiel pratique fit vite retomber l'attention qu'on y portait.

## Œuvres sélectionnées
- Über die physiologische Bedeutung der Transpiration von Pflanzen In Sitzungsberichte der Akademie der Wissenschaften, Wien, 1881
- Analyse eines vegetabilen Fettes In Sitzungsberichte der Akademie der Wissenschaften, Wien, 1882
- Über die Bestandteile der Blätter von Fraxinus Excelsior In Monatshefte für Chemie, 3/1882
- Über Hydrocarotin und Carotin In Sitzungsberichte der Akademie der Wissenschaften, Wien, 1886
- Beiträge zur Kenntnis des Cholesterins In Monatshefte für Chemie, 9/1888
- Über die wahre Natur des Gummiferments In Zeitschrift für physiologische Chemie, 14/1890
- Der Gerbstoffbegriff und seine Beziehungen zur Pflanzenchemie In Lotos., Band 11, 1891
- Über das zellwandlösende Enzym der Gerste In Hoppe-Seyler’s Zeitschrift für physiologische Chemie, Band 23, Strassburg, 1897
- Über Pilze als Ammen und Ernährer für höhere Pflanzen In Mitteilungen des naturwissenschaftlichen Vereins für Steiermark, Graz, 1907
- Zur Geschichte der flüssigen Kristalle. In Annalen der Physik, Band 27, Folge 4, Leipzig, 1908
- Über die Enzyme des Akaziengummis und einiger anderer Gummiarten In Hoppe-Seyler’s Zeitschrift für physiologische Chemie, Band 61, Strassburg, 1909
- Über die Atmung der Pflanzen, Inaugurationsrede, Graz, 1909
- Erwiderung betreffend der Enzyme des Akaziengummis In Hoppe-Seyler’s Zeitschrift für physiologische Chemie, Band 64, Strassburg, 1910
- Beitrag zur Kenntnis des Baues der Flachs- und Hanffaser In Archiv für Chemie und Mikroskopie, Wien, 1911
- Ueber die Lupulinbestimmung im Hopfen In Berichte. der Österr. Gesellschaft zur Förderg. d. chem. Ind., 1889.
- Vorkommen und Gewinnung der Kautschukmilch In Mitteilungen des naturwissenschaftlichen Vereins für Steiermark, Graz, 1912
- Die Harze als pflanzliche Abfallstoffe In Mitteilungen des naturwissenschaftlichen Vereins für Steiermark, Graz, 1914
- Untersuchungen über Siambenzoe In Archiv der Pharmazie, Band 252, Berlin, 1914
- Dextrinfabrikation In Lexikon der gesamten Technik und ihrer Hilfwissenschaften, Stuttgart, 1919
- Untersuchungen über das Olivenharz In Sitzungsberichte der Akademie der Wissenschaften, Band 133, Wien, 1926
- Die Gewinnung der Benzoe und des Benzoevorharzes In Archiv der Pharmazie, Band 264, Leipzig, 1926